# Umberto Zanolini
Umberto Zanolini (Brescia, 31 de março de 1887 — 12 de fevereiro de 1973) foi um ginasta italiano que competiu em provas de ginástica artística pela nação.
Zanolini é o detentor de uma medalha olímpica, conquistada na edição de 1912, nos Jogos de Estocolmo. Na ocasião, foi o vencedor da prova coletiva ao lado de seus dezessete companheiros de equipe, quando derrotaram as seleções da Hungria e Reino Unido.